# Poeciliopsis baenschi
 Poeciliopsis baenschi és un peix de la família dels pecílids i de l'ordre dels ciprinodontiformes.

## Morfologia
Els mascles poden assolir els 2,5 cm de longitud total i les femelles als 3.

## Distribució geogràfica
Es troba a Mèxic.